# Miasto książek

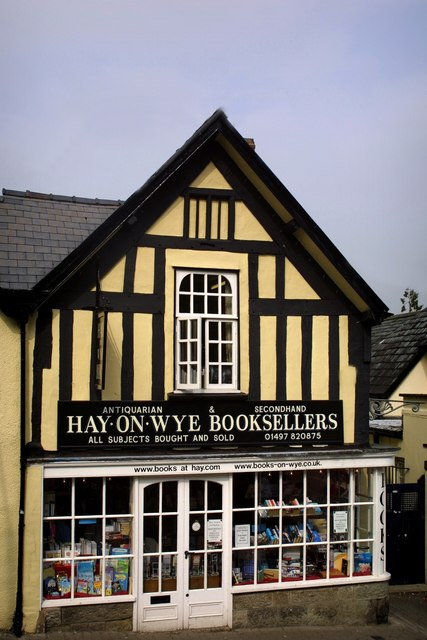
Księgarnia w Hay-on-Wye

Miasto książek (ang. Book town) lub wieś książek (niem. Bücherdorf lub Buchdorf) jest to miejscowość grupująca wiele antykwariatów, czasem organizująca festiwale literackie. Celem jest ożywienie gospodarcze i przyciągnięcie turystów książkowych.
Jinbōchō w okręgu Chiyoda w Tokio stało się miastem książek w latach osiemdziesiątych XIX wieku. W Europie pierwszym miastem książek stało się Hay-on-Wye w Walii. W 2022 roku 20 miejscowości należało do International Organisation of Book Towns, która co dwa lata organizuje festiwale w kolejnych miejscowościach.